# كالبس
الكالبس (カルピス Karupisu) هو مشروب ياباني صناعي لا غازي، مصنع من قبل شركة Calpis Co., Ltd. (カルピス株式会社 Karupisu Kabushiki-gaisha)، التي يقع مقرها في شيبويا، طوكيو. ، وتعتبر شركة كالبس شركه فرعيه لشركة اجينوموتو أجنموتو.
الشراب له لون حليبي نوعا ما، مع نكهة حامضه طفيفه، شبيهة بنكهة الروب الصافي أو المنكه بالفانيلا، وان تكوينه يشمل الماء، مسحوق الحليب الخالي الدسم وحمض لبنيك، وهو ينتج بواسطة عمليه التخمر اللبني.
المشروب يباع مركزا حيث يخلط مع الماء واحيانا مع الحليب قبل الاستهلاك مباشرة ً هناك نوع اخر حيث يكون مخفف مسبقا يعرف Calpis Water (カルピスウォーター Karupisu Wōtā)، أو النوع الغازي المسمى كالبس صودا Calpis Soda (カルピスソーダ Karupisu Sōda)، أيضا متوفر.و هو أيضا يستخدم لتنكيه الثلج المبروش كاكيجوري (مثلجات يابانية) وكخليط لعصير الكوكتيل وchuhai .
كانت أول مره ينزل فيها إلى الاسواق بتاريخ 7\7\1919 . وقد حصل على شعبيه كبيره في وقت قصير جدا في فترة ما قبل حرب اليابان بسبب تركيزه وامكانية حفظه جيدا دون الحاجة إلى تبريده وكان يعبء ويغلف ب برزم البولكا دوت منقط ‏ التي كانت على شكل نقاط بيضاء على خلفيه زرقاء حتى تم اقتباس الالوان في سنه 1953 . حيث كانت في البداية تحت عنوان درب اللبانة الذي يشير إلى مهرجان تاناباتا الياباني في السابع من جولاي وهو احتفال تقليدي لمراقبه السماء كبداية للصيف.

## الاسم
الاسم «كالبس» تكون كلفظ منحوت بدمج «كال» من «كالسيوم» و«بس» من سنسكريت सर पिस «ساربس» (مذاق مرّ).